# Pontinvrea
Pontinvrea – miejscowość i gmina we Włoszech, w regionie Liguria, w prowincji Savona.
Według danych na rok 2004 gminę zamieszkiwały 822 osoby, 34,2 os./km².